# Limbach (Badenia-Wirtembergia)
Limbach – miejscowość i gmina w Niemczech, w kraju związkowym Badenia-Wirtembergia, w rejencji Karlsruhe, w regionie Rhein-Neckar, w powiecie Neckar-Odenwald, siedziba wspólnoty administracyjnej Limbach. Leży w Odenwaldzie, nad rzeką Elzbach, ok. 15 km na północny wschód od Mosbach.

## Demografia
| Rok  | Liczba mieszkańców |
| ---- | ------------------ |
| 1809 | 1 425              |
| 1845 | 2 633              |
| 1939 | 2 645              |
| 1950 | 3 803              |
| 1961 | 3 789              |
| 1970 | 4 179              |
| 1982 | 4 236              |
| 1987 | 4 295              |
| 1992 | 4 621              |
| 1998 | 4 716              |
| 1999 | 4 725              |
| 2000 | 4 732              |
| 2001 | 4 688              |
| 2002 | 4 685              |
| 2003 | 4 663              |